# Kunstgewerbeschule Dresden (Gebäude)

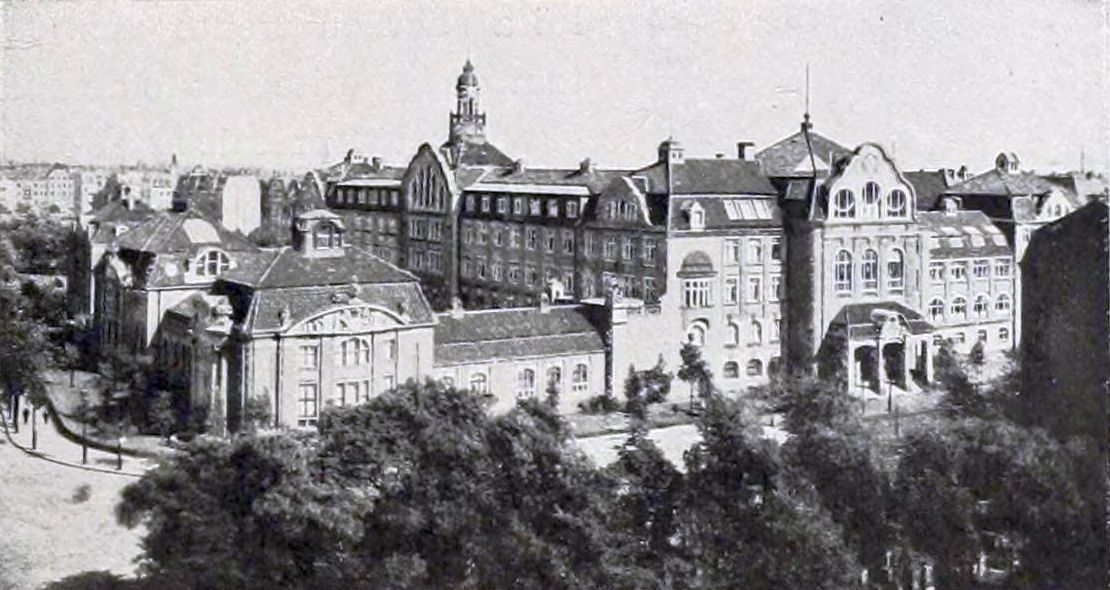
Das Gebäude kurz nach der Fertigstellung

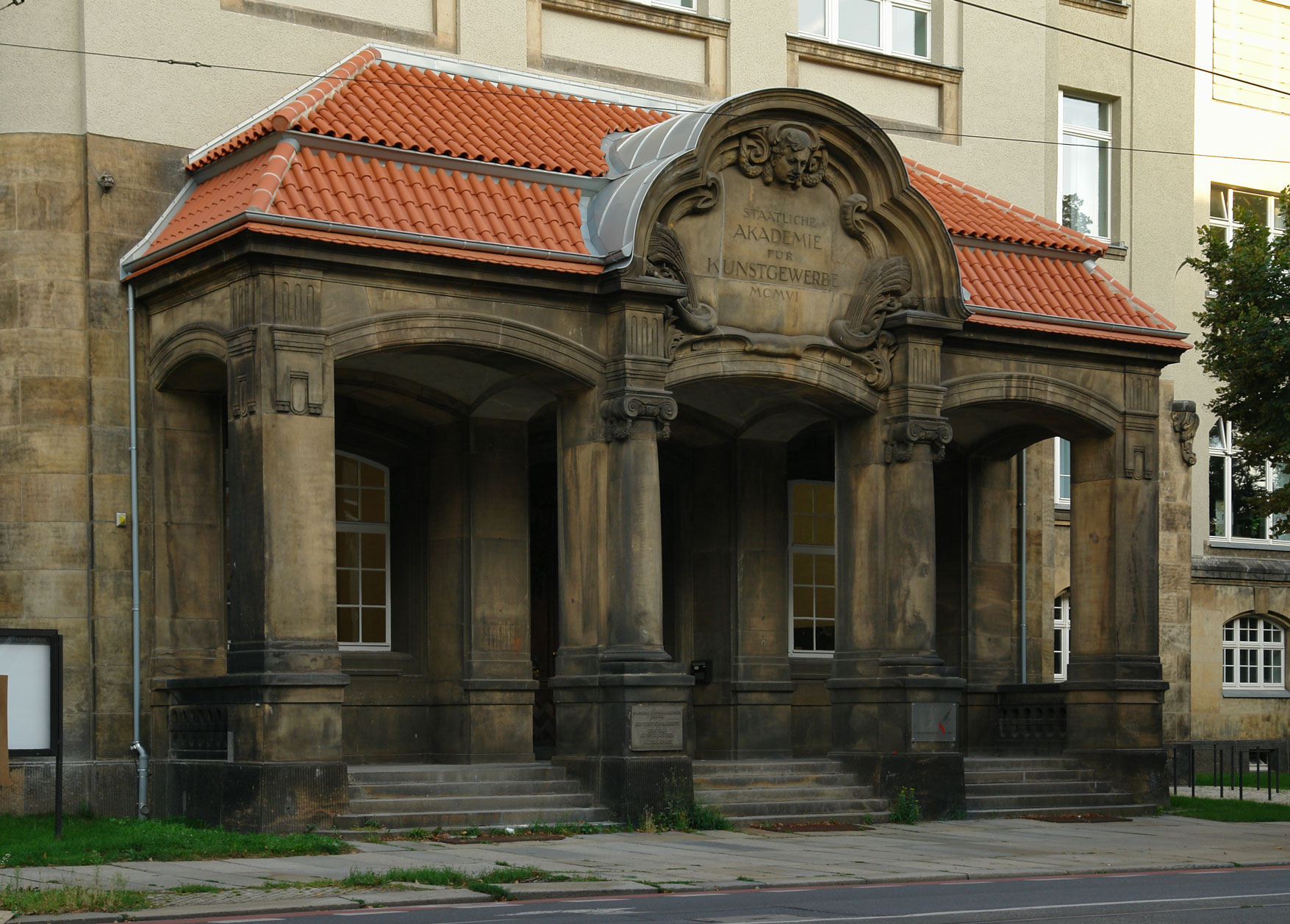
Eingangsbereich

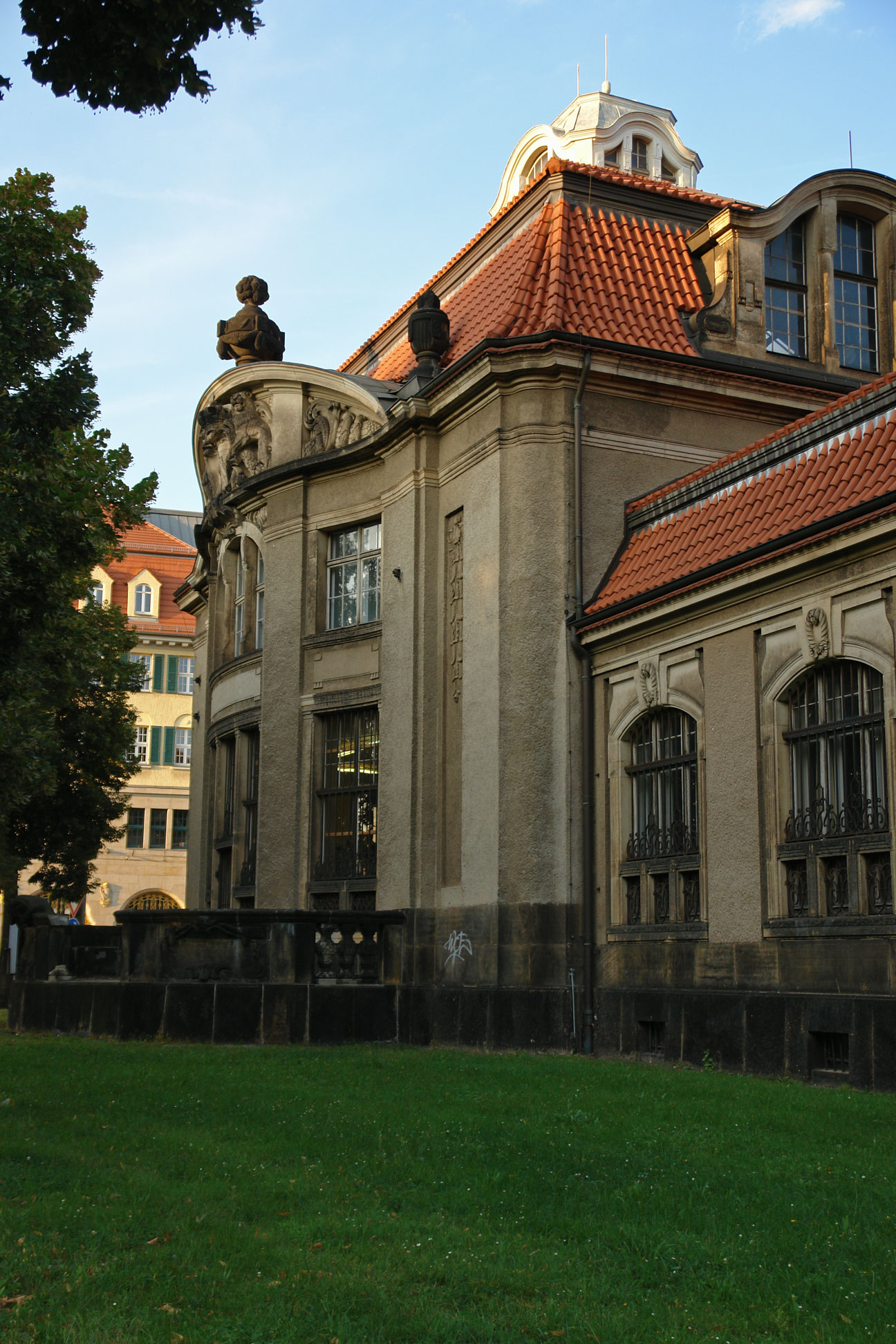
Fassade am Güntzplatz

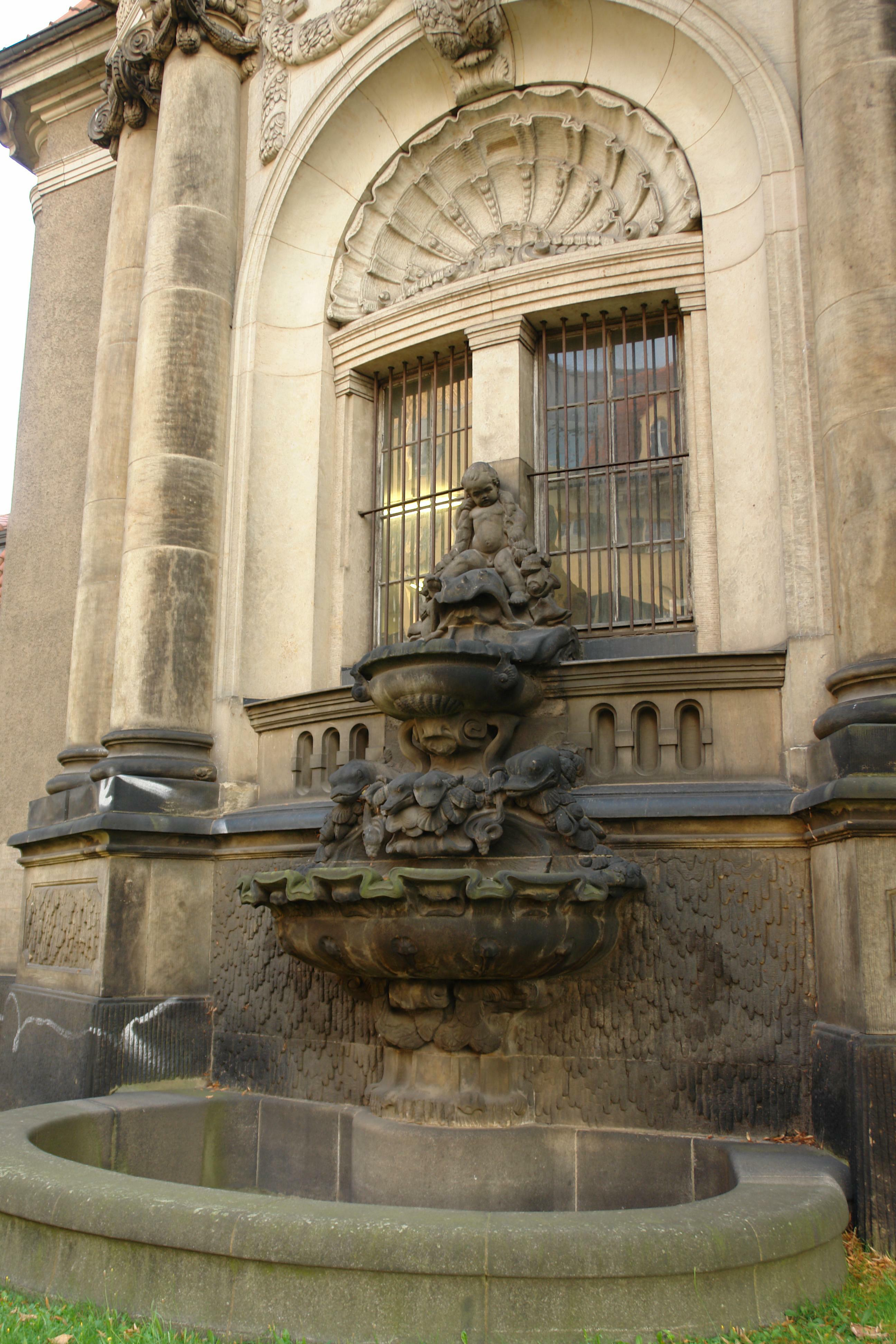
Brunnen

Der Gebäudekomplex von Kunstgewerbeschule und Kunstgewerbemuseum Dresden wurde ab 1901 von William Lossow und Hermann Viehweger erbaut. Es befindet sich am Güntzplatz zwischen Gerokstraße und Güntzstraße.

## Geschichte
Carl Graff als Direktor der Dresdner Kunstgewerbeschule, die ihren Sitz im Gebäude der Polytechnischen Schule am Antonsplatz hatte, machte den Vorschlag einen neuen Gebäudekomplex für die Kunstgewerbeschule und das Kunstgewerbemuseum zu bauen. Bereits 1899 begann eine langwierige Planungsphase, in der Fachleute aus dem Innen- und Finanzministerium, Max Hans Kühne und Carl Graff beteiligt waren. Nach einem zweiten Wettbewerb zur Fassadengestaltung erhielt das Architekturbüro Lossow und Viehweger den Auftrag und 1901 konnte der Bau beginnen, der 1908 fertiggestellt wurde. Nach dem Tode Graffs wurde William Lossow Direktor der Kunstgewerbeschule.

## Beschreibung
Der Gebäudekomplex besteht aus unterschiedlich hohen Baukörpern, die um mehrere verschieden große Höfe angeordnet sind. Die Gruppe von Bauten zeigte in der Vorkriegszeit eine bewegte Dachlandschaft, bestehend aus Mansarddächern, Dachreitern, Giebeln und Schornsteinen.
Die gemeinsame Unterbringung von Museum und Schule zeigt sich deutlich an den hohen Atelier- und Unterrichtsbauten und den pavillonartigen Teilbauten für die musealen Zwecke. Insbesondere zum Güntzplatz hin sind die barocken Elemente an diesen repräsentativen, durch eine Reformarchitektur gekennzeichneten Gebäudeteile auch in der Bauskulptur am prägnantesten ausgebildet. Die barocke Formensprache wurde jedoch bei anderen Gebäudeteilen reduziert, umgeformt und neu interpretiert.
Der früheste Gebäudeteil aus dem Jahr 1903 befindet sich an der Dürerstraße und zeigt eine Reformarchitektur mit Jugendstilformen. Beispiele hierfür sind die Fensterumfassungen und die Terrasse.
Es gab unterschiedlichste Fensterformen: Ochsenaugen, Hochrecht-, Rundbogen- und Korbbogenfenster. Grob behauene Sandsteinsockel standen im Gegensatz zu glatt verputzten Fassadenflächen. Symmetrische Fassaden kontrastierten mit asymmetrischen Wandflächen. Der Bildhauer Karl Groß bereicherte das Gebäude mit verschiedensten Bauskulpturen.
Im Museumskomplex wurden Spolien des Palais Brühl eingebaut. Es waren solche aus dem Saal von Johann Christoph Knöffel um 1740. Im Krieg wurde der Saal zerstört, das Gebäude wurde durch Mart Stam und Gotthard Binnewerg rekonstruiert, wobei die Giebel der Mansarddächer nicht wiederaufgebaut wurden.

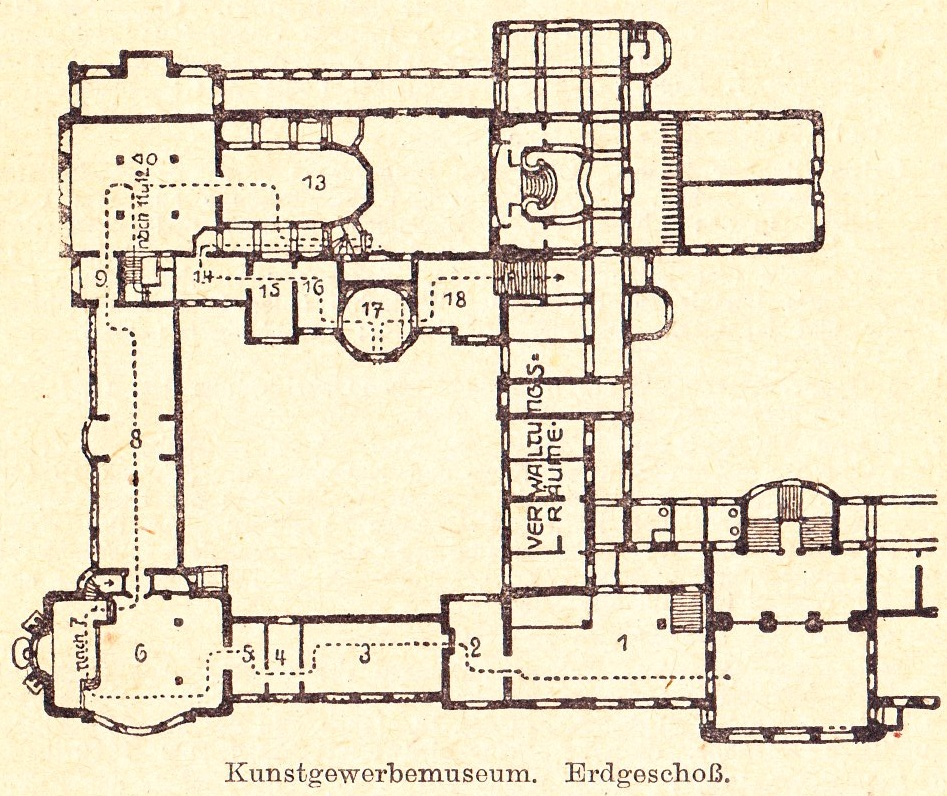
Grundriss des Erdgeschosses im Dresdner Kunstgewerbemuseum
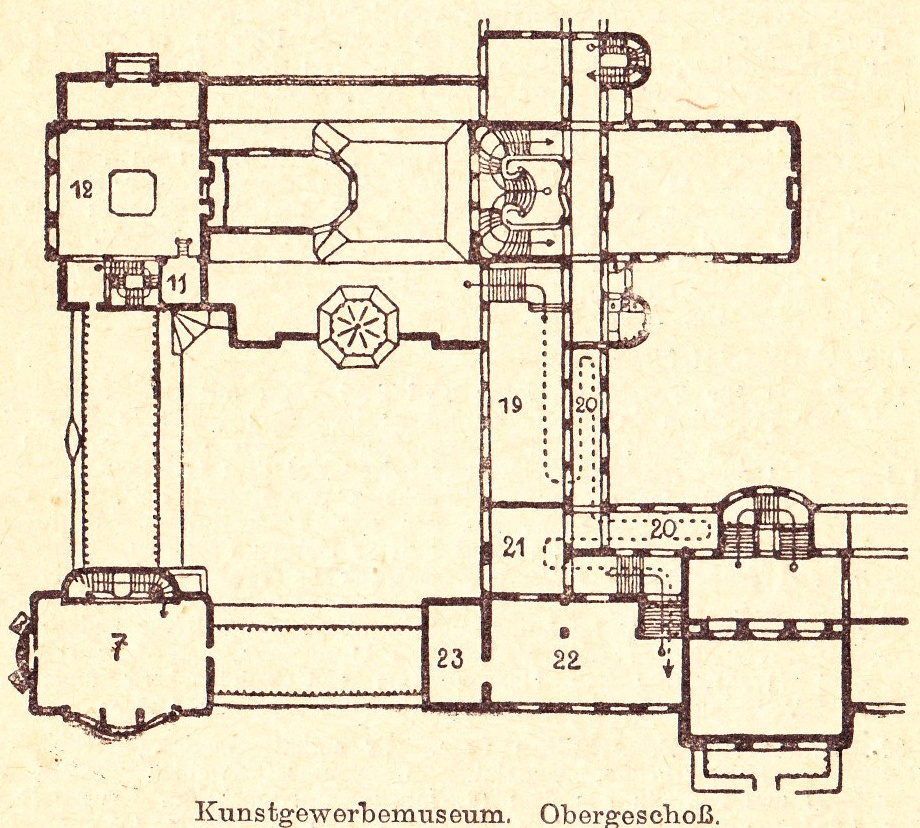
Grundriss des Obergeschosses im Dresdner Kunstgewerbemuseum